# North Bannister
North Bannister ist ein Ort in der Wheatbelt Region von Western Australia. Der Ort befindet sich 94 km südöstlich von Perth, entlang des Albany Highway, zwischen Armadale und Williams.

## Geschichte
1832 benannte John Septimus Roe die Gemeinde nach dem Kapitän Thomas Bannister, der den unweiten Bannister River im Jahr 1830 entdeckte.

## Geographie
North Bannister besitzt eine Höhe von 337 m über dem Meeresspiegel. Er ist im Shire of Wandering gelegen. Die nächstliegende Städte sind Boddington (24 km) und Dwellingup (39 km). Die Postleitzahl des Ortes ist 6390.

## Heutiger North Bannister
Heutzutage ist das North Bannister Roadhouse, ein Rasthaus, das am Albany Highway operiert. Das Rasthaus ist eine Bushaltestelle der Linien, die bis zu Albany (GS1) and Esperance (GE1) fahren.